# Río Sardiñeira
El  río Sardiñeira es un río gallego de la provincia de Lugo (España), afluente de la margen izquierda del río Miño, desembocando en él a la altura de la cola de la presa de Belesar, dentro del término municipal de Saviñao.

## Recorrido
Perteneciente a la cuenca hidrográfica Norte I, A Sardiñeira, como se conoce por la zona, nace en la Serra das Penas, en la parroquia de Remesar, en el municipio de Bóveda. Desemboca en el río Miño, en la parte alta del embalse de Belesar, a donde llega después de deslizarse por suaves pendientes.

## Fauna y vegetación
A Sardiñeira se caracteriza por una alta calidad de sus aguas, lo que hace abundante la vegetación y fauna que lo rodea. 
En cuanto a la vegetación asociada al río predominan los robles, castaños, sauces y alisos, un poco más alejados, en las partes altas de la laderas se encuentran también pinos. Así también en la ribera se encuentran, y debido al abandono de las tierras, en gran cantidad, arbustos tales como el tojo o el brezo.
La fauna está representada principalmente por una abundancia de trucha común («Salmo trutta») y boga de río («Pseudochondrostoma polylepis»). Ligada al medio acuático destaca la presencia de la nutria («Lutra lutra»). En cuanto a aves se pueden encontrar el azor («Accipiter gentilis»), aguilucho pálido («Circus cyaneus») y aguilucho cenizo («Circus pygargus»).